# Lockheed Martin RQ-170 Sentinel
Lockheed Martin RQ-170 Sentinel je bezpilotní letoun typu samokřídlo vyvinutý firmou Lockheed Martin a používaný od roku 2007 letectvem Spojených států amerických, například pro úkoly Ústřední zpravodajské služby. Oficiálně bylo o vlastnostech letounu zveřejněno jen minimum informací, nicméně obecně se předpokládá, že letoun splňuje požadavky kladené na obtížně zjistitelné letouny.
Letouny RQ-170 byly použity například v Afghánistánu v rámci operace Trvalá svoboda. Létaly i nad Pákistánem a Íránem a jimi dodané informace pomohly zabít Usámu bin Ládina.
V prosinci 2011 oznámil Írán, že se mu podařilo ukořistit jeden z letounů; podle zveřejněných záběrů víceméně v nepoškozeném stavu.
Letouny RQ-170 byly také zkoušeny v Jižní Koreji, pravděpodobně pro operace týkající se Severní Koreje.